# The Cowboy and the Artist
Pour les articles homonymes, voir Cowboy.
The Cowboy and the Artist est un film muet américain réalisé par Allan Dwan et sorti en 1911.

## Fiche technique
- Titre : The Cowboy and the Artist
- Réalisation : Allan Dwan
- Scénario : Allan Dwan
- Date de sortie : États-Unis : 4 septembre 1911

## Distribution
- J. Warren Kerrigan : Charles Garvin
- Pauline Bush : Clarice Winslow
- Jack Richardson : Ed Gardner